# Etouha
Etouha est un village de la Région du Littoral du Cameroun, situé dans la commune de Ngwei. 

## Population et développement
En 1967, la population de Etouha était de 1280 habitants, essentiellement des Bassa. La population de Etouha était de 117 habitants dont 63 hommes et 54 femmes, lors du recensement de 2005.  

## Personnalités liées au village
- Joseph Mboui, ancien ministre camerounais de l'éducation, né le 28 avril 1938 et mort le 28 février 2017.
- Emmanuel Tonyé, universitaire né à Etouha en 1952.